# Aegapheles warna
Aegapheles warna är en kräftdjursart som först beskrevs av Bruce 2004.  Aegapheles warna ingår i släktet Aegapheles och familjen Aegidae. Inga underarter finns listade i Catalogue of Life.